# Бръснарницата 2: Отново в бизнеса
„Бръснарницата 2: Отново в бизнеса“ (на английски: Barbershop 2: Back in Business) е американска комедия от 2004 г. на режисьора Кевин Родни Съливан и е пуснат от „Метро-Голдуин-Майер“ на 6 февруари 2004 г. Като продължение на „Бръснарницата“ (2002) и вторият филм на филмовата поредица „Бръснарницата“, филмът е продуциран от Робърт Тайтъл и Джордж Тилман младши чрез тяхната производствена компания „Стейт Стрийт“. Айс Кюб, Антъни Андерсън, Шон Патрик Томас и Ийв, и няколко други актьори повтарят ролите си в първия филм, а Том Райт и Джазмин Люис се завръщат в малки роли.
„Бръснарницата 2“ също включва като „специална поява“ на Куин Латифа, която участва в спиноф филма „Салон за красота“, в който е пуснат през март 2005 г.